# 나카고미 마사유키
나카고미 마사유키(일본어: 中込 正行, 1967년 8월 17일 ~ )는 일본의 전 축구 선수이다.

## 구단 경력
1990년 일본 사커 리그의 도시바에 입단했다. 1994년 재팬 풋볼 리그의 PJM 퓨처스로 이적했다. 1995년 후쿠오카 브룩스(아비스파 후쿠오카)로 이적했다. 1995년 재팬 풋볼 리그 우승으로 J1리그로 승격했다. 1997년후 현역 은퇴.